# Москуфо
Моску̀фо (на италиански: Moscufo) е малко градче и община в Южна Италия, провинция Пескара, регион Абруцо. Разположено е на 246 m надморска височина. Населението на общината е 3277 души (към 2010 г.).